# Parti ukrainien des socialistes fédéralistes
Le Parti ukrainien des socialistes fédéralistes (UPSF) fut un parti politique créé en septembre 1917, avec à sa tête Serhy Yefremov. Ce parti est l'héritier direct de la Société des progressistes ukrainiens qui avait été renommée Union des autonomistes fédéralistes. Parmi les partis politiques de cette époque, il fut le plus proche de la pensée politique de Mykhaïlo Drahomanov.  